# Ozierany (rejon żytkowicki)
Ozierany (biał. Азяраны, Aziarany; ros. Озераны, Ozierany) – agromiasteczko na Białorusi, w obwodzie homelskim, w rejonie żytkowickim, w sielsowiecie Ozierany, przy drodze republikańskiej R128.

## Warunki naturalne
Ozierany położone są nad Stwihą. Graniczą z Prypeckim Parkiem Narodowym.

## Historia
W XIX i w początkach XX w. położone były w Rosji, w guberni mińskiej, w powiecie mozyrskim.
W latach 1919–1920 znajdowały się pod Zarządem Cywilnym Ziem Wschodnich, w okręgu brzeskim, w powiecie mozyrskim. W wyniku traktatu ryskiego miejscowość znalazła się po stronie sowieckiej. Od 1991 w niepodległej Białorusi.